# Єресько Павло Іванович

Павло Єресько у таборі для інтернованих осіб в Туреччині. 1942

Єре́сько Павло́ Іва́нович — військовий лікар, заслужений лікар України, у 1942 році пробув у відкритому морі 37 днів без їжі та прісної води.

## Життєпис
Народився у 1916 році в містечку Семенівка Новозибківського повіту Чернігівської губернії (нині — Новгород-Сіверського району Чернігівської області). Навчався на військово-морському факультеті при 1-му Ленінградському медичному інституті ім. І. П. Павлова, який закінчив 3 березня 1940 року. При випуску отримав військове звання старшого військового фельдшера та був призначений старшим лікарем школи зброї навчального загону Чорноморського флоту. В листопаді 1940 року переведений на посаду начальника санітарної служби третього батальйону 8-ї окремої бригади морської піхоти. У 1941 році отримав військове звання військлікаря третього рангу ВМС (у 1943 році звання перейменоване на капітан-лейтенанта медичної служби ВМС).
Під час радянсько-німецької війни Павло Єресько брав участь в обороні Севастополя. На світанку 3 липня 1942 року, внаслідок дезорганізації відступу радянських військ та незабезпечення з боку командування обороною евакуації, разом з трьома військовиками — рядовими Олександром Потамошневим, Семеном Поповим та молодшим лейтенантом Олександром Михайловим, змушений був відплисти на весловій шлюпці від мису Херсонес у напрямку Балаклави, в районі якої за чутками діяли радянські партизани. При відплитті, внаслідок ворожого артилерійського обстрілу з берега, один з військовиків був поранений і веслувати не зміг. На чотирьох людей з провізії були фляга прісної води, набраної з вирви від вибуху артилерійського снаряду біля Херсонеського маяка, та три банки рибних консервів. Замість вітрила утікачі використовували плащ-намет, який захищав також від сонячних опіків.

### Перебування у морі
Через загороджувальний вогонь берегових батарей ворога наблизитись до берега Балаклави можливості не було. Завдячуючи пристосованому під вітрило намету, шлюпка певний час рухалась у східному напрямку, а коли настав штиль — морська течія почала відносити човен на південь. Припаси води та їжі закінчились за три дні. З третього дня мандрівники стали вживати морську воду — спочатку змочували губи, потім — один, два ковтки, з п'ятого дня — практично пили її без обмежень. До вживання морської води вони звикли порівняно швидко — на смак стали відчувати зменшення солоності та неприємного запаху. Для знезаражування води потерпілі використовували антисептик Пантоцид, який знайшовся у лікарській сумці Єреська. Протягом дрейфу дощі випадали рідко. Відчуття голоду притупилось на сьомий день, але усі думки та розмови блукачів зводились до їжі. Для зменшення витрат енергії рухи та розмови були зведені до мінімуму. Стан здоров'я у потерпілих погіршувався, з'явились галюцинації. Супутники померли почергово на 19-й, 24-й та 30-й дні плавання. 9 серпня 1942 року біля берегів Чорноморського узбережжя Туреччини Павла Єреська підібрав турецький пасажирський пароплав «Анафарта», який здійснював рейс зі Стамбула до порту Ереґлі біля міста Зонґулдак.

### Наслідки голодування та проходженняреабілітації
За час вимушеного перебування у відкритому морі вага Павла Єреська з 69 кілограмів зменшилась на 22 кг. Перші дві доби харчування обмежувалось солодким чаєм, на третій день був доданий рисовий суп невеликими порціями, на четвертий — разове вживання стало складатись з 50 г білого хліба, бульйону та чаю. Спроба вживання на сьомий день м'яса з соусом призвела до різкої болі у шлунку та блювання. Біль періодично поверталась  протягом року. З перших днів після вживання їжі з'являлась діарея, яка була спричинена зниженням в організмі секреції ферменту пепсину та шлункового соку. У відновленні кислотності шлункового соку допомогло вживання пігулок з пепсином, розведеного розчину соляної кислоти та традиційного для турків йогурту. З третього тижня до їжі були уведені масло, какао, шоколад, згущене молоко, у великій кількості — виноград. Як лікар, процедуру лікування та дієту Єресько назначав собі сам. Вага тіла потерпілого відновилась за чотири місяці. Тривалий час нормально посолена їжа йому здавалась прісною (до двох років). Протягом шести тижнів шкірні покриви були вкриті тонким шаром солі, відсутнє нормальне потовиділення (навіть у лазні).

### Перебування в Туреччині
Після перебування деякий час на пароплаві «Анафарта» Павло Єресько тиждень провів у польовому таборі дивізії турецької армії, тоді був переведений до табору для інтернованих осіб поблизу міста Йозгат. Йому було призначено місячне жалування у розмірі 120 лір, за яке він собі мав купувати їжу, ліки, одяг та паливо для обігріву і приготування їжі. Як особа, яка підлягає репатріації, очікував на остаточний дозвіл для перетину кордону, перебуваючи протягом місяця у місті Сівас та тижня у м. Карс. До СРСР повернувся залізницею через прикордонне місто Ленінакан навесні 1943 року (згідно з сюжетом роману Василя Кучера «Голод», за іншими джерелами — наприкінці 1944 р.).

### Життя після повернення
Після повернення на батьківщину Павло Єресько проходив службу на посадах флагманського лікаря бригади охорони водного району військово-морської бази ЧФ у Туапсе, начальника медичної служби гвардійського крейсера «Красный Крым», який брав участь у Кримській наступальній операції. Нагороджений медаллю «За оборону Севастополя». Опублікував  у журналі медично-санітарного відділу ЧФ «Военно-морской врач»  статтю «Про тривале перебування у морі» у якій виклав методи виживання потерпілих. У повоєнний час служив в Кронштадті, пройшов річну спеціалізацію на Вищих курсах удосконалення офіцерського складу медичної служби ВМС при Військово-медичній академії, займався лікарською практикою у медичних закладах Північного та Чорноморського флотів. Остання посада — начальник шкірно-венерологічного відділення військово-морського госпіталю у м. Миколаєві. Увільнився в запас у званні підполковника медичної служби, мешкав у Миколаєві, написав наукову роботу про тривале голодування організму людини при споживанні морської води. Трагічні події у житті військового лікаря лягли в основу роману Василя Кучера «Голод» (1961).
У 1967 році Павлу Єреську присвоєне почесне звання Заслуженого лікаря Української РСР. В 2006 році мешкав у Києві.